# 레쿠무주
레쿠무주(프랑스어: Lékoumou)는 콩고 공화국 남부에 위치한 주로, 주도는 시비티이다. 동쪽으로는 플라토 주, 남동쪽으로는 풀 주, 남쪽으로는 부엔자 주, 서쪽으로는 니아리 주와 인접해 있고 북쪽으로는 가봉과 국경을 맞대고 있으며 4개 구(밤바마 구, 코모노 구, 시비티 구, 자나가 구)를 관할한다.